# Kiabálj, énekelj!
Kiabálj, énekelj! – kislemezek, ritkaságok 1967-2006 címmel jelent meg 2011-ben rajongói kezdeményezésre egy válogatásalbum az Omega kiadatlan vagy nehezen hozzáférhető dalaiból, az Omega 50. jubileumi évének (2011. 09. 23.-2012. 09. 23.) tiszteletére, annak kezdetére.

## Dalok
1. Kiabálj, énekelj! Táncdalfesztivál '68 – 1968[1]
2. Azért, mert a faterod góré első magyar Pol-beat fesztivál – 1967[2]
3. Szeretnék visszamenni hozzád kislemezes változat – 1968[3]
4. Várakozni jó animációs film betétdala – 1969[4]
5. Snuki kislemez – 1970[5]
6. 200 évvel az utolsó háború után kislemez változat – 1971[3]
7. Hűtlen barátok kislemez változat – 1971[3]
8. Szomorú történet kislemez változat – 1971[6]
9. Régvárt kedvesem kislemez változat – 1971[3]
10. Az égben lebegők csarnoka kislemez változat – 1976[7]
11. Never Feel Shame a Kenguru című film betétdala – 1975[8]
12. Vigyázz, vigyázz rám demo – 1970[9]
13. Sze-Vosztok koncertfelvétel – 1979[10]
14. Ne legyen koncertfelvétel – 1977[11]
15. Atlantis koncertfelvétel – 1982[12]
16. Babylon alternatív változat – 1996[13]
17. Égi jel alternatív változat – 2006[14]

## Közreműködött
- Benkő László – billentyűs és fúvós hangszerek
- Debreczeni Ferenc – dob, ütőhangszerek (6-11., 13-17.)
- Kóbor János – ének, ritmusgitár
- Laux József – dob, ütőhangszerek (1-5., 12.)
- Mihály Tamás – basszusgitár
- Molnár György – gitár
- Presser Gábor – billentyűs hangszerek, ének (1., 3-5., 12.)
- Somló Tamás – ének (2.)
- Szekeres Tamás – gitár (16.)

## Toplistás szereplése
Az album a Mahasz Top 40-es eladási listáján nyolc héten át szerepelt, legjobb helyezése 14. volt.[forrás?]